# 吠陀文化

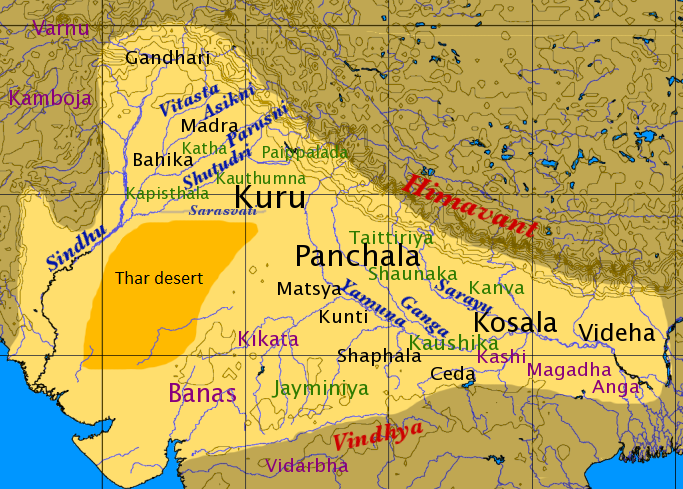
吠陀時代晚期的北部印度地圖

吠陀文化（约公元前1500年—前500年）是指吠陀經典所记载和反映的印度历史时期文化。透過吠陀經典的古梵文史料，所謂的吠陀經典即指四吠陀——梨俱吠陀、娑摩吠陀、夜柔吠陀、阿闥婆吠陀，加上梵書和奧義書又稱六吠陀。古代印度由奧族、达罗毗荼人及古印度人等多族，逐漸形成其思想與文化。當時，由古印度婆羅門主宰的社會形成吠陀文化，並延續古婆羅門教。吠陀文化反映當時印度人日常生活的寫照以及人們對神靈天上的美好嚮往，後期的吠陀思想出現提倡酒的文化，開始鼓勵人們飲酒，後期婆羅門教徒的祭司們甚至認為，飲酒可以讓人獲得解脫、重新回到大梵天與梵我合一的最佳方法。